# Büßleben

Karte von Büßleben (1843)

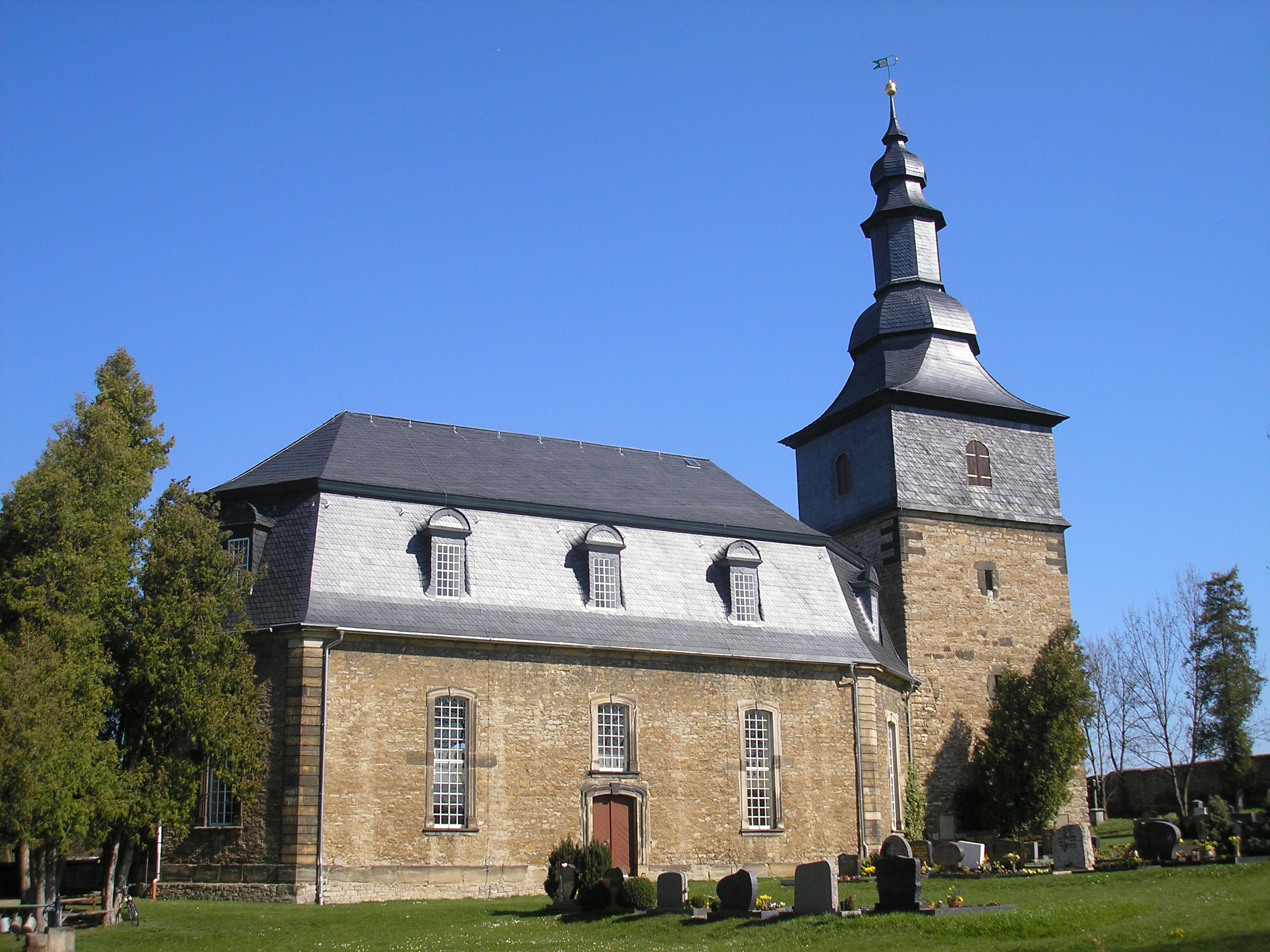
Dorfkirche St. Petri

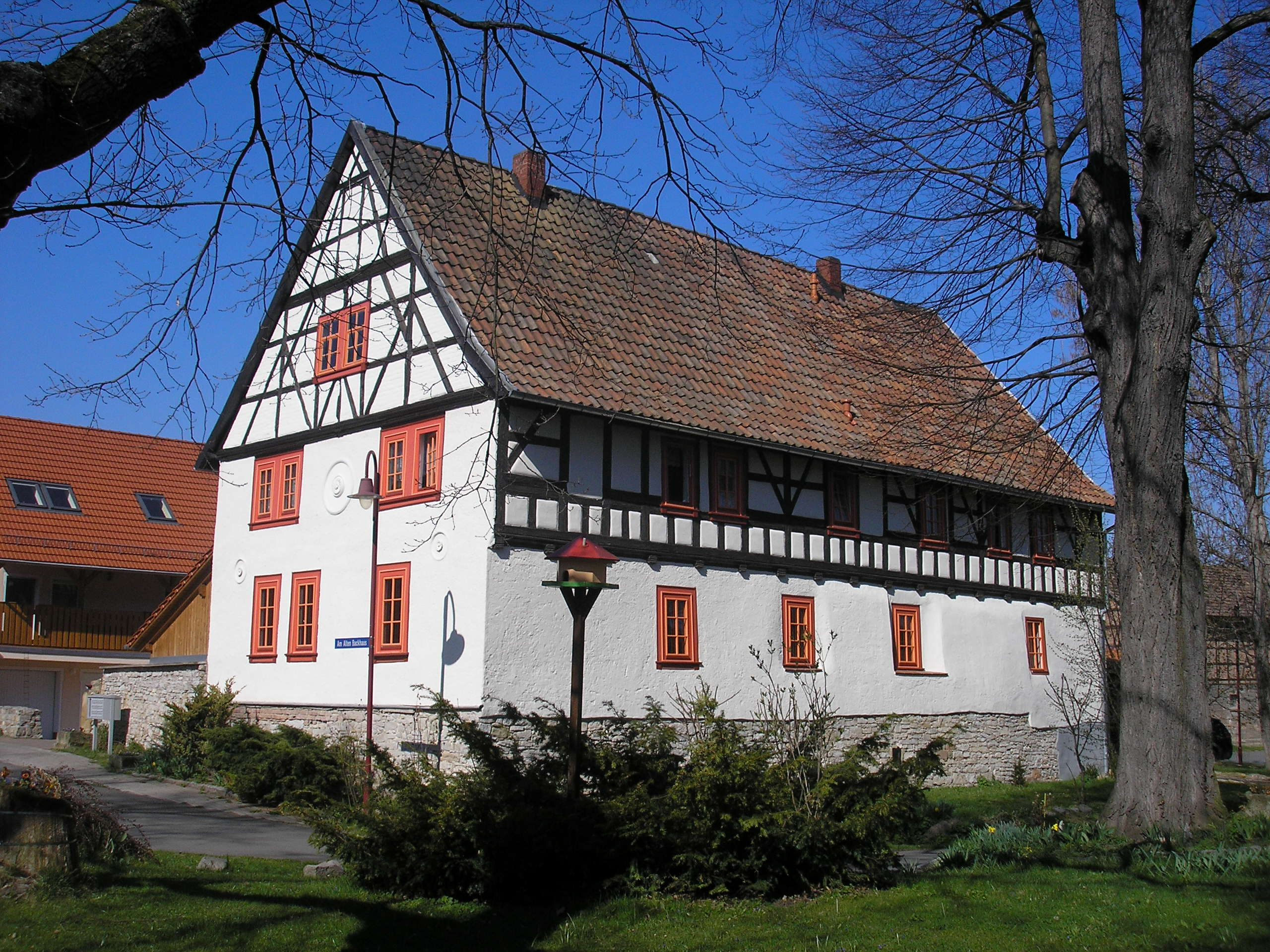
Das alte Backhaus in der Ortsmitte

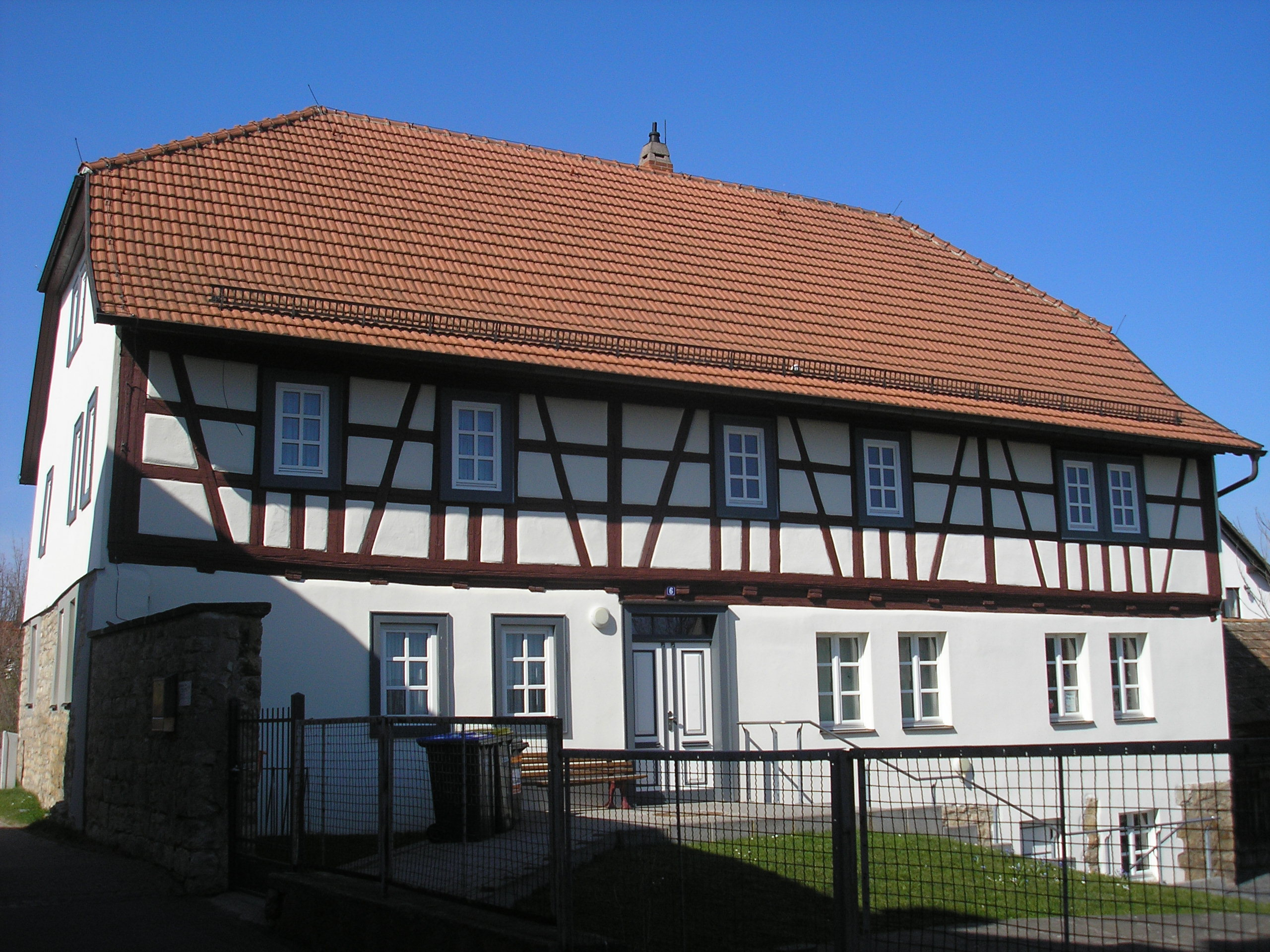
Ortsverwaltung

Büßleben ist ein Ortsteil der Stadt Erfurt in Thüringen.

## Geografie
Büßleben liegt etwa sechs Kilometer östlich von Erfurt in einer flachen, unbewaldeten Landschaft zwischen Linderbach im Norden, Urbich im Westen, Niedernissa im Süden und Mönchenholzhausen im Osten. Durch Büßleben fließt der Peterbach, ein Nebenfluss des Linderbachs, der wiederum der Gramme zufließt.

## Geschichte
Büßleben wurde 876 erstmals urkundlich erwähnt. Das Dorf gehörte zur Grafschaft Vieselbach und nach deren Verkauf weiterhin den Grafen von Gleichen, die es erst 1403 an die Stadt Erfurt verkauften. Die gelegentlich anzutreffende Meinung, dass Büßleben ein Küchendorf gewesen sei, entbehrt jedoch dem Fakt, dem kurmainzischen Hof in Erfurt gedient zu haben.
1802 kam der Ort mit dem Erfurter Gebiet zu Preußen und zwischen 1807 und 1813 zum französischen Fürstentum Erfurt. Mit dem Wiener Kongress kam der Ort 1815 wieder zu Preußen und wurde 1816 dem Landkreis Erfurt in der preußischen Provinz Sachsen angegliedert, zu dem er bis 1944 gehörte. Von 1815 bis 1918 grenzte das Herzogtum Sachsen-Weimar-Eisenach, danach das Land Thüringen östlich und nördlich an die Ortsflur. Am 1. Juli 1950 wurde die bis dahin eigenständige Gemeinde Urbich eingegliedert. Ab 1952 gehörte Büßleben zum Kreis Erfurt-Land im DDR-Bezirk Erfurt.
Am 1. Juli 1994 wurde der Ort nach Erfurt eingemeindet. Zwischen 1964 und 2004 gehörte der jetzige Erfurter Ortsteil Urbich zu Büßleben. Büßleben konnte seine Einwohnerzahl durch ein großes Neubaugebiet im Westen der Ortslage von 500 im Jahr 1990 auf etwa 1300 im Jahr 2006 steigern.

### Einwohnerentwicklung
| Jahr      | 1843 | 1910 | 1939 | 1995 | 2000 | 2005 | 2010 | 2015 | 2020 |
| --------- | ---- | ---- | ---- | ---- | ---- | ---- | ---- | ---- | ---- |
| Einwohner | 0402 | 0573 | 0746 | 0771 | 1213 | 1255 | 1311 | 1277 | 1255 |

## Politik
Die Ortsteilbürgermeisterin ist Kathrin Hörr.

## Sehenswürdigkeiten
- Evangelische Kirche St. Petri.  Die Kirche St. Petri besteht aus einem mittelalterlichen Kirchturm und einem 1774 neu erbauten spätbarocken Kirchenschiff. Hier steht die älteste original erhaltene Orgel in der Stadt Erfurt, die bereits 1702 für das Benediktinerkloster St. Peter und Paul von Georg Christoph Stertzing erbaut wurde.
- Restauriertes Fachwerkgebäude des Kinderhorts mit Turm und Kreuz
- Kriegerdenkmal aus Anlass des Deutsch-Französischen Krieges 1870/71 in den Grünanlagen am Petersbach
- Kriegerdenkmal für die gefallenen und vermissten Soldaten beider Weltkriege aus Büßleben.

## Wirtschaft und Verkehr
Büßleben war über die Jahrhunderte ein landwirtschaftlich geprägter Ort, wovon noch viele große Hofanlagen mit teils stattlichen Toren zeugen. Erst seit der Wende entwickelte es sich durch die Erschließung und Besiedlung des Neubaugebietes vom landwirtschaftlichen Dorf zu einem bevorzugten Wohnvorort der Stadt Erfurt.
Der Peterbach ist in seinem oberen, nicht kanalisierten Teil regenerierungsbedürftig. 
Von Büßleben führen Straßen nach Urbich, Obernissa und zur Bundesstraße 7 nach Linderbach. Der Stadtbus 51 schließt den Ort auch an den ÖPNV an. Er führt von Windischholzhausen (dort Anschluss an die Stadtbahnlinie 3) über Niedernissa und Urbich nach Büßleben und weiter über Linderbach zum Erfurter Hauptbahnhof und nach Hochheim.

## Persönlichkeiten
- Paulus Cassel, deutscher evangelischer Theologe jüdischer Herkunft, ließ sich 1855 in Büßleben taufen